# Weeks Stack
Der Weeks Stack ist ein Brandungspfeiler im Archipel der Südlichen Shetlandinseln. Er liegt vor der Nordspitze von Nelson Island in der nördlichen Einfahrt zur Fildes Strait.
Das UK Antarctic Place-Names Committee benannte ihn 1962 nach Kapitän Joseph Weeks, der mit dem britischen Robbenfänger Horatio zwischen 1820 und 1821 in den Gewässern um die Südlichen Shetlandinseln operiert hatte. Im Composite Gazetteer of Antarctica ist unter nahezu identischen Koordinaten eine als Yingbin Dao (chinesisch 迎賓島 ‚Willkommensinsel‘) benannte Insel enthalten, die chinesische Wissenschaftler im Jahr 1986 kartierten und benannten.